# Шантарино
Шанта́рино — посёлок в Троицком районе Челябинской области. Административный центр Шантаринского сельского поселения.

## География
Через посёлок протекает река Каракулька. Рельеф — равнина (Западно-Сибирская равнина); ближайшие выс.— 164, 188, 193 и 201 м. Ландшафт — степь. В окрестностях — редкие колки; у юго-западной окраины — небольшой пруд.
Поселок связано грунтовыми и шоссейными дорогами с соседними населенными пунктами. Расстояние до районного центра  Троицка, 57 км, до центра сельского поселения (пос. Рытвино) — 13 км.

## История
Поселок вырос на месте заимки, построенной казаком Шантариным в конце 19 века на свободных землях в черте Ключевской ст-цы 3-го воен. отдела ОКВ (Троицкий уезд Оренб. губ.). 
В 1902 сюда прибыли переселенцы с Украины. По данным статистики, в 1900 в Шантарино насчитывалось 11 дворов, в 1926 — 19 (поселок относился к Ключевскому сельсовету Троицкого округа Урал. обл.). 
В кон. 1929 организован колхоз «Память Ильича», к-рому принадлежало 6100 га земельных угодий, в т. ч. пашни — 3009, сенокосов — 676, выгона — 1434 га. 
В 1957 колхоз вошел на правах 2-го отделения в состав совхоза «Ключевский». 
В 1961 к Шантарино отошли терр. соседних дер. Лежнево и Мананниково. 
С 1987  располагалась центральная усадьба совхоза «Шантаринский», с 2001 — ОАО «Шантарино», с 2005 — ООО «Шантаринский производственный комплекс».

## Население
| 2002 | 2010 |
| ---- | ---- |
| 631  | ↘473 |

(в 1900 — 63, в 1926 — 94, в 1928 — 103, в 1956 — 197, в 1959 — 171, в 1970 — 529, в 1983 — 361, в 1995 — 580).

## Улицы
- Западная улица
- Лесная улица
- Молодежная улица
- Солнечная улица
- Счастливая улица
- Центральная улица
- Школьная улица
- Юбилейная улица
- Южная улица[3].